# Gladwyn Jebb
Hubert Miles Gladwyn Jebb, 1º Barão de Gladwyn GCMG, GCVO, CB, conhecido como Gladwin Jebb, (25 de abril de 1900 — 24 de outubro de 1996) foi um proeminente funcionário público, diplomata e político britânico, assim como o primeiro secretário-geral das Nações Unidas.

## Primeiros anos e vida familiar
O filho de Sydney Jebb, de Firbeck Hall, Yorkshire, Jebb foi educado no Eton College, então Magdalen College, na Universidade de Oxford, tendo notas excepcionais em história. Em 1929, casou-se com Cynthia Noble, com quem teve um filho e duas filhas, Miles, Vanessa, casada com o historiador Hugh Thomas, e Stella, casada com o cientista Joel de Rosnay.

## Carreira diplomática
Jebb entrou para o Serviço Estrangeiro em 1924, serviu em Teerã, onde conheceu Harold Nicolson e Vita Sackville-West, e em Roma, assim como no "Foreign Office" em Londres, onde, entre outras posições, serviu como Secretário do Chefe do Serviço Diplomático.

## Segunda Guerra Mundial
Em agosto de 1940, Jebb foi designado ao Ministério das Economias de Guerra, com o posto temporário de Sub-Secretário Assistente. Em 1942, ele foi apontado como Chefe do Departamento de Reconstrução e, em 1943, tornou-se um Conselheiro dentro do "Foreign Office". Neste cargo, compareceu a várias conferências internacionais, incluindo aquelas em Teerã, Ialta e Potsdam.

## Secretário-geral interino da ONU
Depois da Segunda Guerra Mundial, Gladwyn Jebb serviu como Secretário Executivo da Comissão Preparatória das Nações Unidas em agosto de 1945, sendo apontado como secretário-geral interino da ONU de outubro de 1945 a fevereiro de 1946, quando Trygve Lie foi designado como o primeiro secretário-geral.

## Embaixador
Retornando a Londres, Jebb serviu como Representante do Secretário das Relações Exteriores Ernest Bevin, na Conferência de Ministros das Relações Exteriores antes de servir como Conselheiro da ONU do Secretariado das Relações Exteriores (1946-47). Ele representou o Reino Unido na Comissão Permanente do Tratado de Bruxelas, com o cargo de Embaixador. Gladwyn Jebb se tornou o Embaixador do Reino Unido nas Nações Unidas de 1950-1954 e em Paris de 1954-1960.

## Carreira política
Em 1960, Jebb recebeu o título de nobreza e, como Barão Gladwyn, envolveu-se na política como membro do Partido Liberal. Ele foi porta-voz das relações exteriores e da defesa e Líder da Bancada dos Liberais na Câmara dos Lordes de 1965 a 1988. Um europeu convicto, serviu como Membro do Parlamento Europeu de 1973 a 1976, quando também foi Vice-presidente do Comitê Político do Parlamento. Foi derrotado na disputa pela cadeira de Suffolk no Parlamento Europeu em 1979.
Quando perguntado sobre a razão de ter se filiado ao partido Liberal no começo da década de 60, Jebb respondia que os liberais eram um partido sem um general e ele era um general sem um partido. Como muitos Liberais, ele acreditava fervorosamente que a educação era o caminho para a reforma social.

## Outras atividades
Ele se tornou um bom cozinheiro e por muito tempo foi presidente do comitê de vinhos do governo britânico. Um bom atirador, nunca deixou de se interessar por caçadas rurais. Foi amigo de Cyril Connolly e de Nancy Mitford.

## Morte
Gladwyn Jebb morreu em 1996 e foi enterrado no cemitério St. Andrew, em Bramfield, em Suffolk.

## Lady Gladwyn
A esposa de jebb, Cynthia, Lady Gladwyn, foi uma diarista notável na sua época em Paris e anfitriã de políticos liberais e londrinos. Ela era a bisneta de Isambard Kingdom Brunel.

## Honrarias
- GCMG, 1954 (precedida por uma KCMG em 1949 e uma CMG em 1942)
- GCVO, 1957
- Companion of the Bath, 1947
- Grand Croix de la Légion d'Honneur, 1957

## Publicações e obras
As publicações do Barão Gladwyn incluem:
- Is Tension Necessary?, 1959
- Peaceful Co-existence, 1962
- The European Idea, 1966
- Half-way to 1984, 1967
- De Gaulle's Europe, or, Why the General says No, 1969
- Europe after de Gaulle, 1970
- The Memoirs of Lord Gladwyn, 1972

As obras do 1º Lorde Gladwyn foram depositadas no Churchill Archives Centre, na Universidade de Cambridge por seu filho, o 2º Lorde Gladwyn, entre 1998 e 2000.